# Lubomír Tesáček
Lubomír Tesáček (* 9. Februar 1957 in Slavkov u Brna; † 29. Juni 2011 in Prag) war ein tschechischer Langstreckenläufer.

## Leben
Für die Tschechoslowakei startend wurde er bei den Halleneuropameisterschaften über 3000 Meter 1981 in Grenoble Siebter, 1983 in Budapest Vierter und gewann 1984 in Göteborg Gold. 1986 wurde er bei den Halleneuropameisterschaften in Madrid Achter über 3000 Meter. Bei den Europameisterschaften in Stuttgart schied er über 5000 Meter im Vorlauf aus und kam über 10.000 Meter auf den 16. Platz. 1989 wurde er Siebter beim München-Marathon und Zweiter beim Paderborner Osterlauf über 25 km, 1990 Sechster beim Frühlingsmarathon Wien. 1995 gewann er den Kerzerslauf. Bei den Crosslauf-Weltmeisterschaften kam er 1980 in Paris auf Platz 77 und 1990 in Aix-les-Bains auf Platz 161. Dreimal wurde er tschechoslowakischer Meister über 5000 Meter (1980, 1983, 1986) und einmal im 25-km-Straßenlauf (1990). In der Halle holte er zweimal den nationalen Meistertitel über 1500 Meter (1983, 1984) und fünfmal über 3000 Meter (1979, 1981, 1984, 1986, 1987).
2011 starb er im Alter von 54 Jahren, nachdem er von einer Straßenbahn überfahren worden war.

## Persönliche Bestzeiten
- 1500 m: 3:42,2 min, 1979
  - Halle: 3:43,0 min, 1981
- 3000 m: 7:46,99 min, 30. August 1983, Prag
  - Halle: 7:48,8 min, 28. Januar 1981, Prag (tschechischer Rekord)
- 5000 m: 13:25,62 min, 8. Juli 1986, Cork
  - Halle: 13:39,0 min, 22. Februar 1984, Prag (tschechischer Rekord)
- 10.000 m: 28:09,4 min, 6. August 1986, Prag
- 25-km-Straßenlauf: 1:15:28 h, 25. März 1989, Paderborn
- Marathon: 2:13:48 h, 22. April 1990, Wien